# Верховые чуваши
Верховы́е чува́ши (чув. вирья́л чӑвашсе́м, от чув. вир — «верховье» и чув. ял — «селение, сообщество, народ» — одна из двух крупных этнографических групп чувашского народа. Название «вирьял», то есть верховые, живущие выше по Волге, противопоставляется названию «анатри» (от чув. анат — «низовье, восток»), то есть низовые чуваши, живущие ниже по Волге. Этнографами выделяются четыре подгруппы: северо-западная (сундырская), средняя (выло-волжская), юго-восточная (межцивильская) и красночетайская.

## Происхождение
Предками верховых чувашей являются тюрки (булгары) и местные финно-угорские племена (марийцы). Булгарский элемент связывается с массовым переселением булгар в лесные районы Чувашско-Марийского Поволжья в XIII—XV веках из-за послемонгольского разорения лесостепных районов на юго-востоке и прослеживается по заимствованиям булгарского типа в марийском языке. В процессе образования имела место ассимиляция значительной части горных марийцев булгарами.

## Исторические сведения
В русских летописях, верховые чуваши упоминались наряду с горными марийцами как «черемиса горняя». Сами марийцы называли чуваш «суасла мари»,а татар «суас».

## Традиционный костюм

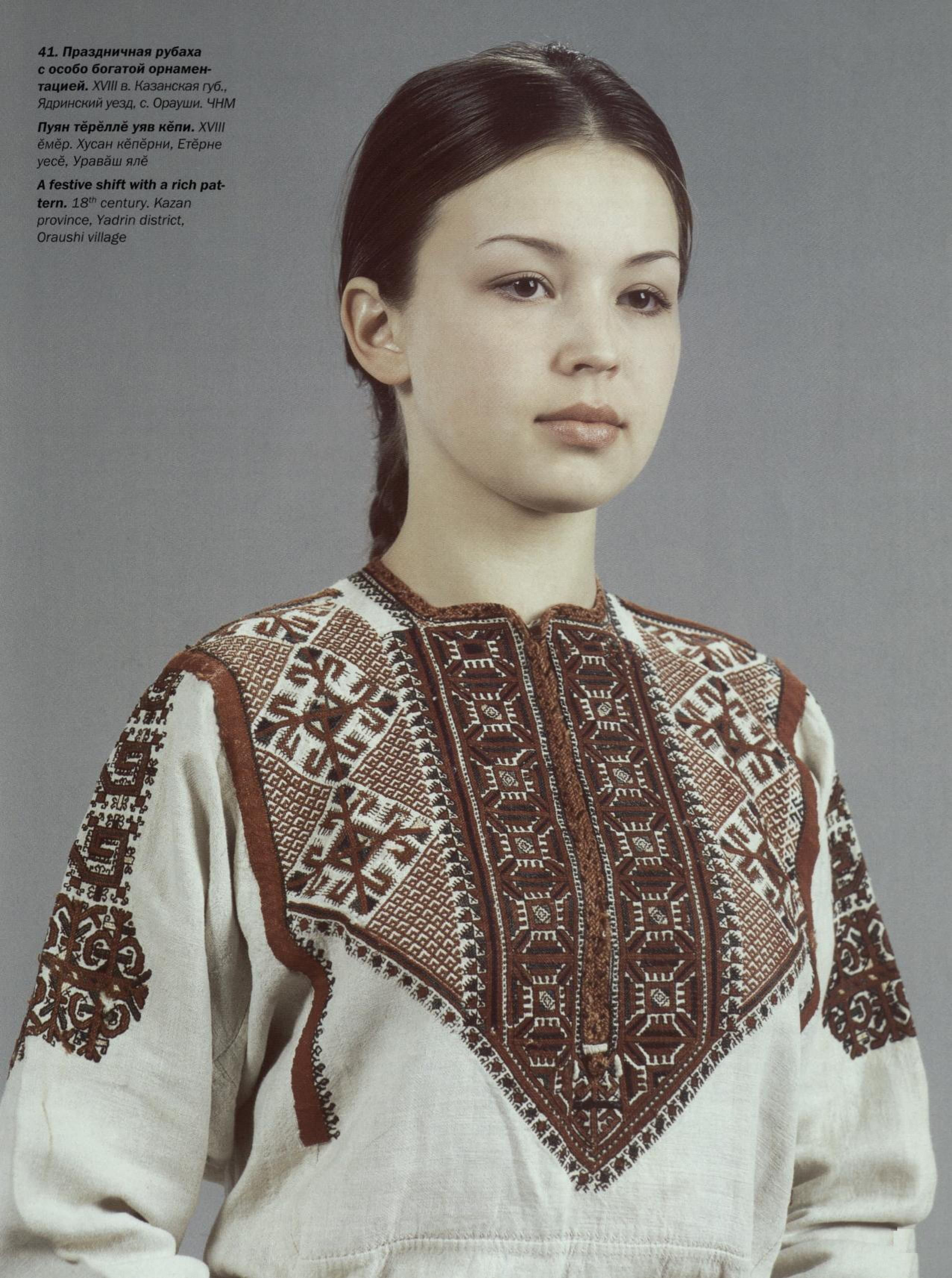
Чувашка верховой группы

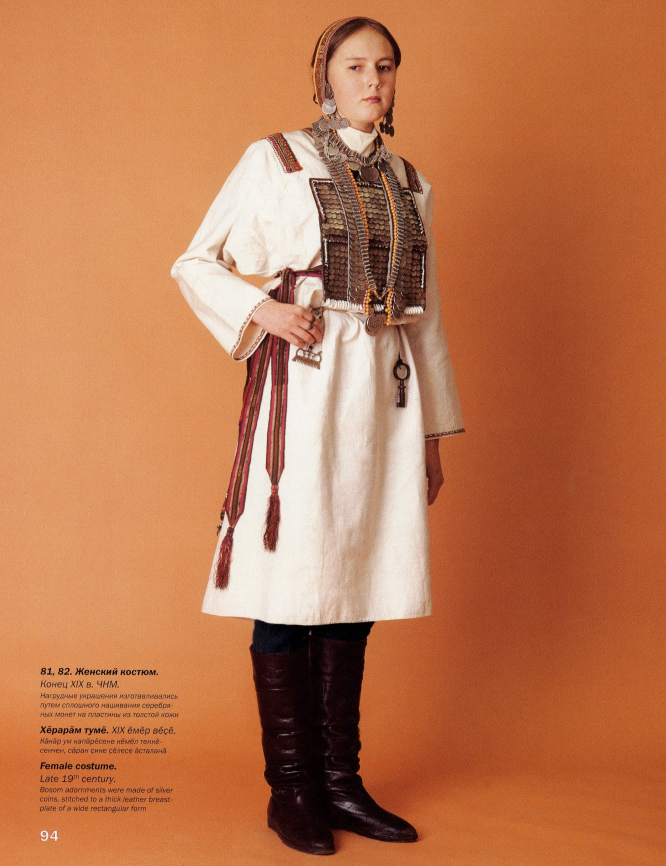

По мнению исследователей (Н. И. Гаген-Tорн и др.), покрой женской рубахи у верховых чувашей и горных марийцев, как и весь комплекс женской одежды, почти одинаков.
Технология изготовления лаптей у вирьял и у горных марийцев совпадала, отличаясь от технологии, используемой низовыми чувашами. Верховые чуваши носили длинные портянки и онучи. Ноги закутывали толсто, как и финно-угорские соседи. У вирьял портянки были из чёрного сукна, анат енчи — из чёрного и белого, анатри — только из белого.

## Диалект
Для диалекта верховых характерно оканье (окçа вместо литературного укçа (деньги), орпа вместо литературного урпа (ячмень)).
В диалекте аффикс множественного числа -сем имеет парный аффикс -сам (например, лашасам вместо литературного лашасем). Существует мнение, что в их диалекте лучше сохранились древние элементы чувашского языка, чем в диалекте низовых чуваш, на основе которого был образован чувашский литературный язык.
В отличие от этнографических групп ряда соседних народов (например, марийцев и мордвы), для которых характерны более чем значительные различия в языке, у чувашей диалекты и вообще все специфические групповые культурные признаки сложились сравнительно поздно, что свидетельствует о том, что предки чувашей в домонгольский период в основном уже сложились в единую булгарскую народность, и она переживала этноконсолидационные процессы. Tогда же на базе консолидации отдельных племенных диалектов окончательно сложились все основные характерные черты единого булгарского языка, ставшего впоследствии основой чувашского.

## Топонимика
На территории проживания верховых чувашей местами сохранилась марийская топонимика. Ранее марийский ареал был значительно продвинут на запад, имеются данные о распространении марийцев в Ивановской, Костромской, Нижегородской области. Некоторые топоформанты, такие как -энер, -энгер, -инер, -ингир, зафиксированы и на территории Ярославской, Костромской, Нижегородской, Вятской губерний и соотносятся с данными на территории Марий Эл.

## Тури
Верховых чувашей также называют тури (от чув. ту — гора, горный). История возникновения названия «тури» связана с тем, что в домонгольский период сложились два основных этнотерриториальных массива чувашей, но тогда они выделялись не по течению Волги, а по расселению на её левом и правом берегах, то есть на «горных» (тури) и на «степных» (хирти), или «камских», В ходе академической экспедиции XVIII в. П. С. Паллас выделил именно две группы чувашей: верховую по Волге и хирти (степную, или камскую).